# Allium rouyi
Allium rouyi — вид трав'янистих рослин родини амарилісові (Amaryllidaceae), ендемік південної Іспанії.

## Опис
Цибулини 13–27 × 8–18 мм, ± яйцеподібні, одиночні, іноді з 1 цибулинкою; зовнішня оболонка сірувата. Стебло 27–67(75) см, має круглий переріз. Листків 2–4, без черешка; пластина 9–15(30) × (0.05)0.06–0.11(0.16) см, лінійна, напівциліндрична, гостра. Суцвіття 19–52 × 16–81 мм, ± еліпсоїдні, нещільні, містять 9–58 дзвінчастих квіток; без цибулинок. Листочки оцвітини еліптичні, тупі, гладкі, жовтуваті, іноді з зеленуватою чи рожевою серединною жилкою; пиляки жовті. Насіння чорне. 2n = 16, 32, 48.

## Поширення
Ендемік південної Іспанії.
Зростає в середземноморських чагарникових районах на вапняних субстратах, серпантинах, птеридотитах і суглинках, між 150 і 1900 м н.р.м..

## Загрози й охорона
Немає великих загроз для цього виду.
План відновлення виду був здійснений в Андалусії.